# Deerfield (Illinois)
Pour les articles homonymes, voir Deerfield.
Deerfield est un village de l'Illinois, en banlieue nord de Chicago, situé à cheval sur les comtés de Cook et Lake aux États-Unis. D'après le bureau du recensement des États-Unis, la municipalité avait une population de 18 225 habitants en 2010. 
Deerfield abritait autrefois le siège social du groupe Mondelēz International, aujourd'hui basé à Chicago.